# ギターロ (ガトー級潜水艦)
ギターロ (USS Guitarro, SS-363) は、アメリカ海軍の潜水艦。ガトー級潜水艦の一隻。艦名はスペイン語で「ギター」を意味し、Guitarfishの英名を持つガンギエイ目のサカタザメ類ギターロに因む。語源や魚名は女性名詞だが、艦名は男性名詞化している。なお、退役から18年後にスタージョン級原子力潜水艦17番艦として2代目「ギターロ (SSN-665)」が就役している。

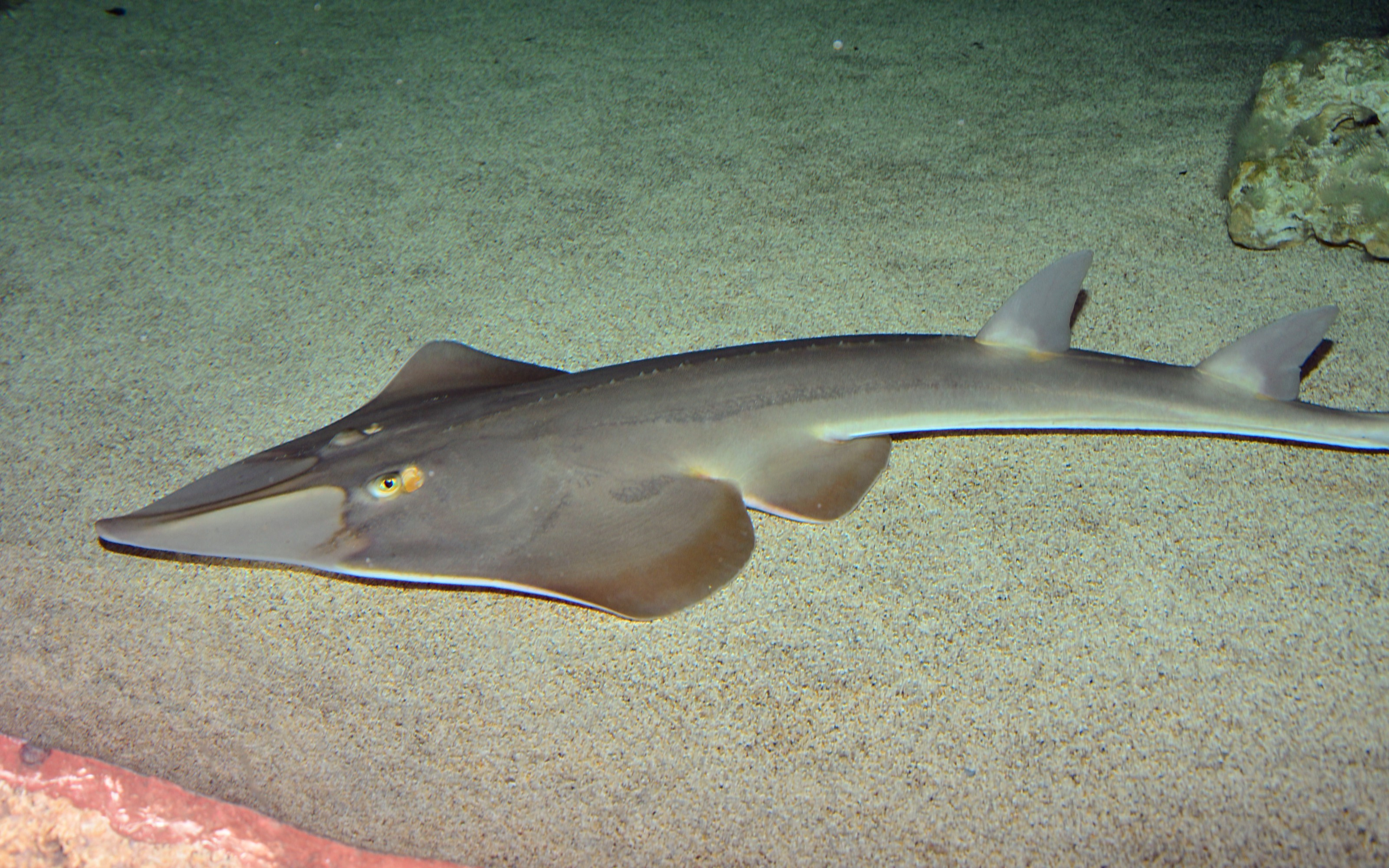
コモン・ギターフィッシュ（Guitarra comun）

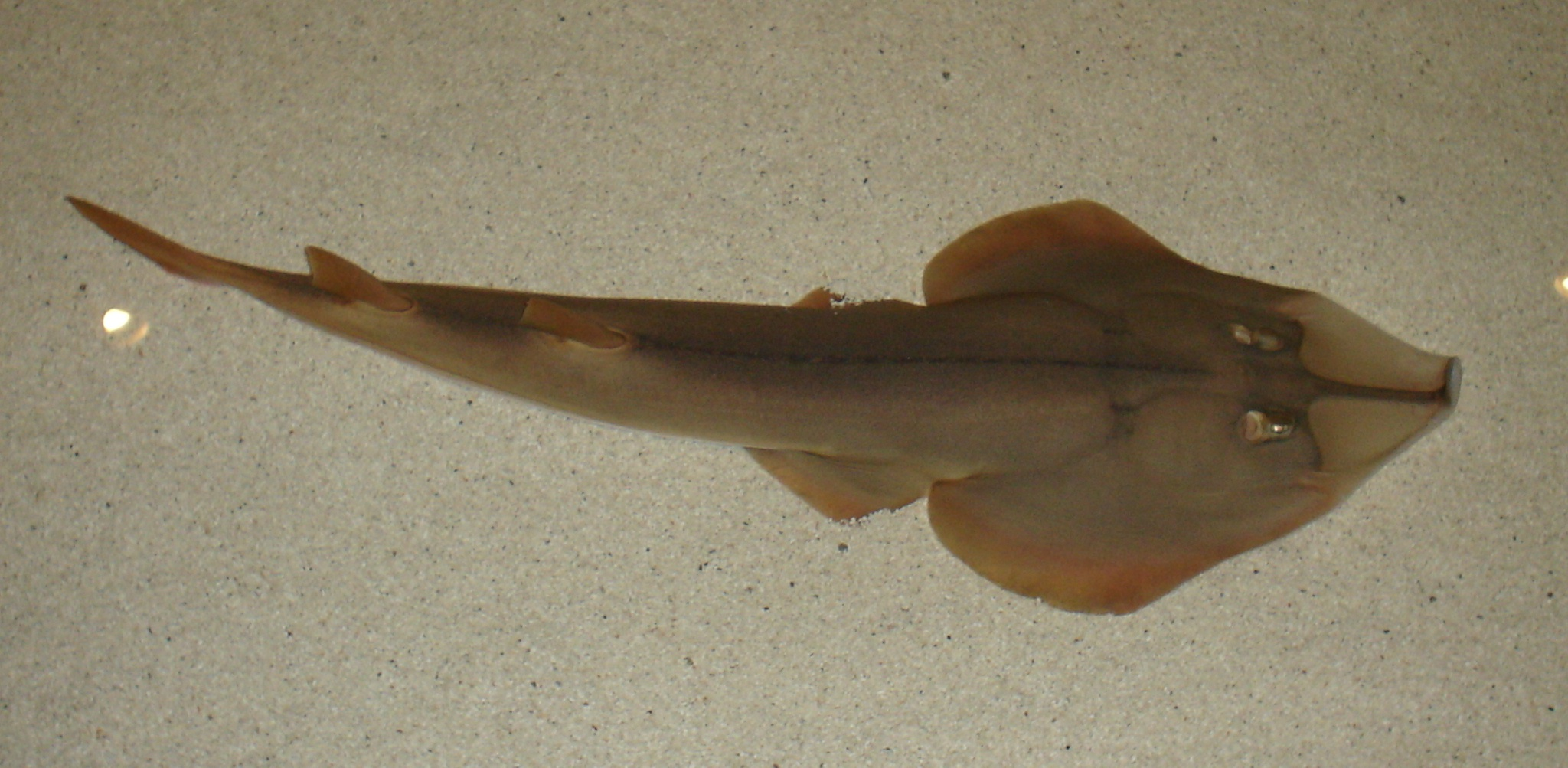
ショベルノーズ・ギターフィッシュ（Guitarra viola）

## 艦歴
「ギターロ」は1943年4月7日にウィスコンシン州マニトワックのマニトワック造船で起工する。9月26日にロス・T・マッキンタイア夫人（外科・薬事局長の妻）によって命名・進水し、艦長エンリケ・D・ハスキンズ少佐（アナポリス1933年組）の指揮下1944年1月26日に就役する。2月13日にマニトワックを出航し、浮きドックに入れられ曳船「ミネソタ」によってニューオーリンズまで曳航され、2月22日に到着。同地で航海の準備をする。3月1日にニューオーリンズを出航しパナマ運河地帯のバルボアで数週間活動した後、4月2日に真珠湾に向けて出航し4月17日に到着、哨戒の準備を行った。

### 第1の哨戒 1944年5月 - 6月
5月7日、「ギターロ」は最初の哨戒で台湾近海に向かった。5月30日夕刻、北緯24度32分 東経123度24分 / 北緯24.533度 東経123.400度の与那国島近海で「照月型駆逐艦」と2隻の小型護衛艦を配した輸送船団を発見。魚雷を3本発射し、魚雷は輸送船「四川丸」（東亜海運、2,201トン）に2本が命中してこれを撃沈した。ギターロは護衛艦の反撃を回避したあと、フランク・W・フェンノ中佐（アナポリス1925年組）が指揮するウルフパック「フェンノズ・フェレッツ Fenno's Ferrets」の潜水艦「ピクーダ (USS Picuda, SS-382) 」「ピート (USS Peto, SS-265)」「パーチ (USS Perch, SS-313) 」の3隻と共に南に向かった。

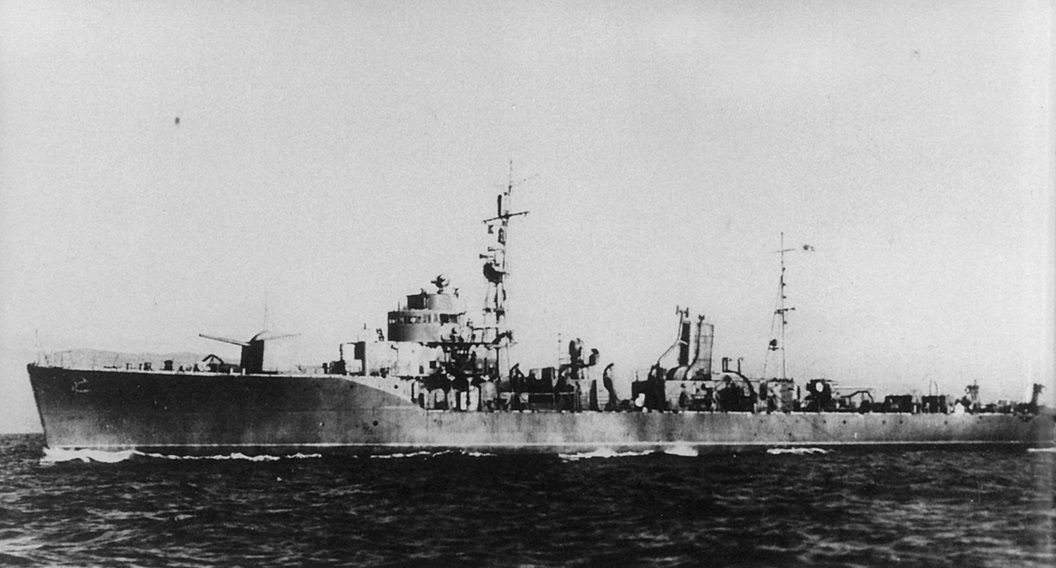
海防艦「淡路」

合流して間もない6月2日未明、「ギターロ」は北緯22度42分 東経121度24分 / 北緯22.700度 東経121.400度の火焼島北西15キロ地点でヒ65船団を発見し、タンカーに向けて魚雷を6本発射したが、その魚雷を発見した海防艦「淡路」が船団旗艦軽巡洋艦「香椎」に「魚雷発見」を報告した直後に雷跡に入り込み、魚雷が命中した淡路は轟沈した。また、外れた魚雷のうち、1本が輸送船「有馬山丸」（三井船舶、8,697トン）に命中した。「1万トン級タンカー撃沈」と判定した「ギターロ」は水上艦艇の爆雷攻撃及び航空機からの攻撃を回避するため潜航したが、船団側は被雷した「有馬山丸」と陸軍特殊船「神州丸」が衝突事故を起こすなど支離滅裂となり、反撃どころではなかった。「ギターロ」は昼前に再度接触して空母「海鷹」などの姿を確認したが、航空機の哨戒が厳しく確認だけで終わった。夜に入って、北緯22度33分 東経121度15分 / 北緯22.550度 東経121.250度の地点で「峯風型駆逐艦」の姿を艦尾方向に発見し、魚雷を2本発射して1本の命中を確認し、「峯風型駆逐艦」の撃沈と判定された。6月19日、ダーウィンに到着し、給油を行って2日後に出港。6月27日、51日間の行動を終えてフリーマントルに帰投した。

### 第2の哨戒 1944年7月 - 9月
7月21日、「ギターロ」は2回目の哨戒で南シナ海に向かった。8月7日夜、北緯14度50分 東経119度58分 / 北緯14.833度 東経119.967度のバターン半島沖30海里の地点で、ミ13船団から分離した掃討隊を発見。「時雨型駆逐艦」と「吹雪型駆逐艦」に対して魚雷を3本ずつ計6本発射し、「吹雪型駆逐艦」への3本の命中を確認した。この攻撃で、船団後方を警戒航行していた海防艦「草垣」を撃沈したが、船団本体はこの間にマニラ湾に入っていった。
翌8月8日、「ギターロ」は北緯15度16分 東経119度57分 / 北緯15.267度 東経119.950度のルソン島沿岸で700トン級哨戒艇を砲撃で沈めたあと、「レイトン (USS Raton, SS-270) 」との邂逅点であるルソン島ボリナオ岬に向かった。合流後、8月10日には北緯16度17分 東経119度46分 / 北緯16.283度 東経119.767度の地点を航行するマタ26船団を発見し、魚雷を4本発射して「香取型巡洋艦」と4,000トン級輸送船の撃破を報じる。この攻撃で、タンカー「進栄丸」（日東汽船、5,135トン）を撃沈した。「ギターロ」は爆雷攻撃を避けるため潜航したあと、昼過ぎに「吹雪型駆逐艦」に対して魚雷を4本発射し、2本が命中して目標は沈没したと判定された。爆雷攻撃で外殻にかなりの損害を受けたものの深刻な被害はなく、浮上後、「ギターロ」は「レイトン」と共にカラビテ岬近海に向かった。
8月21日朝、ギターロは遠方で爆雷が炸裂する音を聴取した。「レイ (USS Ray, SS-271) 」がミンドロ島パルアン湾から出航してきたミ12船団を攻撃したことを示すものであり、ほどなくミ12船団本体を発見した。「ギターロ」は北緯13度21分 東経120度18分 / 北緯13.350度 東経120.300度の地点で2隻のタンカーを目標に選んだが攻撃の機会を逸したものの、すぐに目標を切り替えて魚雷を4本発射し、うち2本が輸送船「宇賀丸」（松岡汽船、4,433トン）に命中して轟沈した。「ギターロ」は爆雷攻撃の中をすり抜けて戦場を去った。
8月27日午後、北緯12度47分 東経120度06分 / 北緯12.783度 東経120.100度のミンドロ海峡で3隻の小型タンカーを発見し、まず魚雷を2本発射したが命中せず、浮上砲戦で片付けることにした。浮上砲戦の末、タンカー「第二十七南進丸」（南方油槽船、834トン）を撃沈し、「第三南進丸」（南方油槽船、834トン）と「第二十五南進丸」（南方油槽船、834トン）に損傷を与えた。9月8日、48日間の行動を終えてフリーマントルに帰投した。

### 第3の哨戒 1944年10月 - 11月

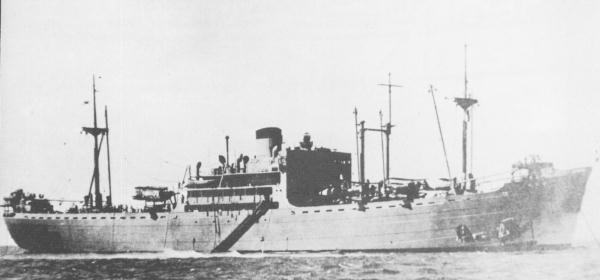
香久丸（1938年）

10月8日、「ギターロ」は3回目の哨戒で「ブリーム (USS Bream, SS-243) 」とともに南シナ海に向かった。10月23日深夜から24日未明にかけて、「ギターロ」は北緯12度58分 東経119度23分 / 北緯12.967度 東経119.383度の地点で、レイテ島沖に向けてミンドロ海峡を通過中の栗田健男中将率いる第二遊撃部隊を探知し、同時期に探知した「アングラー (USS Angler, SS-240) 」とともに、司令部に重要な情報を送り続けた。これらの情報は有効に生かされ、レイテ沖海戦でのアメリカ海軍の勝利に貢献した。10月30日、ギターロは「ブリーム」「レイトン (USS Raton, SS-270) 」と合流し、午後にサンバレス州沿岸でモマ05船団を発見した。3隻は翌朝にモマ05船団を攻撃し、「ギターロ」は魚雷を4本ずつ計8本発射、魚雷は2隻の輸送船「ぱしふいっく丸」（玉井商船、5,872トン）と「広明丸」（広海汽船、2,857トン）に命中してこれらを撃沈した。
11月4日には、北緯15度55分 東経119度44分 / 北緯15.917度 東経119.733度のルソン島沿岸ダソル湾沖でタマ31A号船団を発見した。船団は特設運送船「香久丸」（大阪商船、6,806トン）と二等輸送艦4隻で構成されていた。ウルフパックは二等輸送艦には目もくれず「香久丸」を攻め立てた。まず「レイトン」が魚雷を6本発射したが回避された。「ギターロ」は「レイトン」に続いて接近し、魚雷を4本発射して1本を命中させた。三番手として「ブリーム」が魚雷を4本発射し、1本が命中し香久丸は航行不能となる。その後、タマ31A船団に接近していた「レイ」が魚雷を2本発射し、2本とも命中させて撃沈した。「レイトン」は先んじてタマ31A船団を探知していたものの魚雷を外したことが明らかだったため、「香久丸」撃沈の戦果は「ギターロ」「ブリーム」および「レイ」に三等分された。
11月6日、「ギターロ」「ブリーム」「レイ」と「レイトン」は重巡洋艦「熊野」「青葉」の2隻を含んだマタ31船団を発見。「ギターロ」は北緯15度55分 東経119度44分 / 北緯15.917度 東経119.733度の地点で艦首と艦尾の発射管から魚雷を計10本発射し、3本を「愛宕型重巡洋艦」に命中させたと判定。続いて「ブリーム」が北緯16度01分 東経119度43分 / 北緯16.017度 東経119.717度の地点で魚雷を4本発射して「14,000トン級重巡洋艦」に2本命中させたと判定される。「レイトン」と「レイ」は「ブリーム」が攻撃して約1時間後に相前後して攻撃し、「レイトン」は魚雷を6本発射して2本か3本を熊野に命中させたと報告し、「レイ」も魚雷を4本発射して、2本を熊野に命中させたと報告した。夜に入り、「レイ」が「被雷した最上型巡洋艦はダソル湾に逃げ込んだだろう」と報告した。攻撃直後、「ギターロ」は駆潜艇から爆雷攻撃を受け、レーダーを破壊される被害を受けたが致命的な損傷は受けず、何とか哨戒を続けることができた。11月16日、38日間の行動を終えてフリーマントルに帰投。艦長がトーマス・B・ダブニー少佐（アナポリス1936年組）に代わった。

### 第4、第5の哨戒 1944年12月 - 1945年5月
12月11日、「ギターロ」は4回目の哨戒で南シナ海に向かった。ロンボク海峡を12月17日に通過したあと哨戒海域に到着した。12月28日に北緯11度50分 東経109度30分 / 北緯11.833度 東経109.500度の地点で「戦艦」1隻、「重巡洋艦」1隻を含む艦隊を遠方に発見するが、修理のため1945年1月17日に一旦ミオス・ウンディ島に戻る。修理後、1月30日に哨戒を再開。2月17日、北緯15度12分 東経108度54分 / 北緯15.200度 東経108.900度のバタンガン岬沖で輸送船団を発見して日付が2月18日に変わった直後に魚雷を3本発射し、命中音も聴取して大型輸送船1隻の撃沈を報じた。3月15日、83日間の哨戒を終えてフリーマントルに帰投した。
4月9日、「ギターロ」は5回目の哨戒で南シナ海に向かった。4月15日、ロンボク海峡を通過中に監視艇と航空機の攻撃を受けたが切り抜けた。4月20日、日本海軍の根拠地であるリンガ泊地の南の入口に当たるベルハラ島近海に到達し、南緯01度00分 東経104度30分 / 南緯1.000度 東経104.500度の地点を中心に23個の機雷を敷設した。その後はボルネオ島とシンガポール間で哨戒を行ったが、この時期、この周辺には目ぼしい艦船はほとんど残っておらず、これといった出来事もなく攻撃機会もなかった。「ギターロ」は本国への帰還命令を受け、その途中の5月27日にサイパン島に寄港した。6月8日、61日間の行動を終えて真珠湾に帰投した。その後サンフランシスコに回航され6月18日に到着し、同地で終戦を迎えた。

### 戦後・トルコ海軍で
「ギターロ」は12月6日に予備役艦となり、メア・アイランド海軍造船所で保管されることとなった。その後1952年2月6日に再就役し、サンディエゴでのオーバーホール後、1953年9月10日まで海岸沿いに訓練演習を行う。1953年9月22日に再び予備役となり、メア・アイランド海軍造船所でフリート・シュノーケル改修が行われた。1954年5月15日に再就役し、相互防衛援助計画の下トルコ海軍に貸与するためトルコ海軍の水兵を訓練することになった。ギターロは1954年8月7日に退役し、同日トルコ海軍に貸与されプレヴェゼ (TCG Preveze) の艦名で任務に就いた。当初の艦番号は S 22 であったが、1965年に S 340 に変更された。1972年1月1日にギターロはトルコに正式売却され、続いてスクラップとして廃棄された。
ギターロは第二次世界大戦の戦功で4個の従軍星章および1個の海軍殊勲部隊章を受章した。ギターロの第1、第2、第3および第5回目の哨戒は成功として記録された。